# Кліо
Клі́о (грец. Κλειώ, дос. «та що дарує славу», лат. Clio) — одна з дев'яти муз, покровителька історії; зображується, як правило, із сувоєм та грифельною паличкою в руках. Іноді атрибутом Кліо був сонячний годинник, оскільки вона стежила за плином часу.
Згідно з Діодором, отримала ім'я від того, що оспівування в поезії дає людині, яка оспівується, велику славу (Клеос).

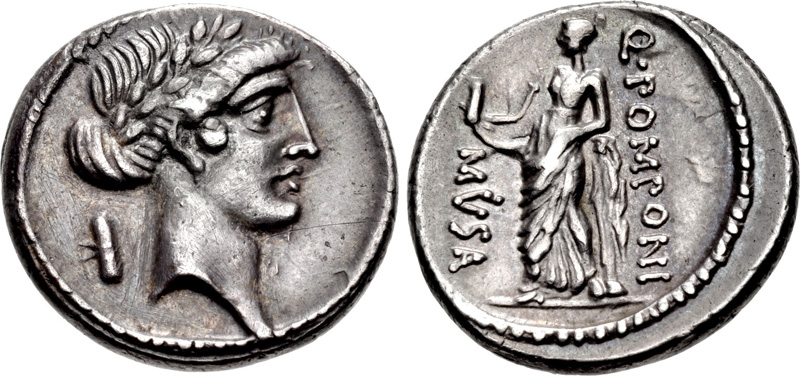
Кліо на монеті Квінта Помпонія Музи

Афродіта вселила їй любов до Пієра, коли та соромила богиню за любов до Адоніса. Кліо народила від Пієра сина Гіакінта.
Метафорично Кліо — історія.

## На зображеннях
Її зображували молодою жінкою з духовним, задумливим обличчям. У ранній традиції її зображували з грифелем та сувоєм папірусу або пергаменту, або з футляром, скринькою для сувоїв.
У 1593 році італійський письменник Чезаре Ріпа у своїй книзі «Іконологія» запропонував наступні алегоричні атрибути для зображень Кліо:
- Лавровий вінок (символ доблесті і благородства)
- Труба (символ слави)
- Том історичної праці

Яскравим прикладом використання Кліо цих атрибутів в живописі є картина Яна Вермера «Алегорія живопису» (1667).